# Krośnica (województwo opolskie)
Krośnica (dodatkowa nazwa w j. niem. Kroschnitz) – wieś w Polsce położona w województwie opolskim, w powiecie strzeleckim, w gminie Izbicko.

## Historia
W 1910 roku w miejscowości mieszkało 608 osób z czego 597 mówiło językiem polskim, 5 polskim i niemieckim, a 6 niemieckim. W wyborach komunalnych jakie odbyły się w listopadzie 1910 roku mieszkańcy oddali wszystkie 161 głosów na polską listę zdobywając wszystkie 9 mandatów. Podczas plebiscytu większość mieszkańców zagłosowało za przyłączeniem do Polski. W Krośnicy działało od 1920 roku gniazdo śląskiej dzielnicy Polskiego Towarzystwa Gimnastycznego „Sokół” kierowanego przez Jakuba Grabowskiego oraz Wawrzyńca Passona. Podczas powstań śląskich miejscowość kilkukrotnie była miejscem walk.
W latach 1954–1959 wieś należała i była siedzibą władz gromady Krośnica, po jej zniesieniu w gromadzie Izbicko.